# 一起为了人民
一起为了人民（葡萄牙語：Juntos pelo Povo，缩写为JPP）是葡萄牙的一个政党，主要在马德拉自治区活动。2015年1月27日，葡萄牙宪法法院赋予该党合法地位。该党的前身是2008年5月3日成立的“为了高拉人民运动”。该党的建党原则是“团结、透明和抗争”。